# Серет (притока Тисмениці)
Се́рет (давня назва: По́бук) — мала річка в місті Дрогобич, Львівська область. Ліва притока Тисьмениці.
Перейменована в часи радянської влади.

## Назва

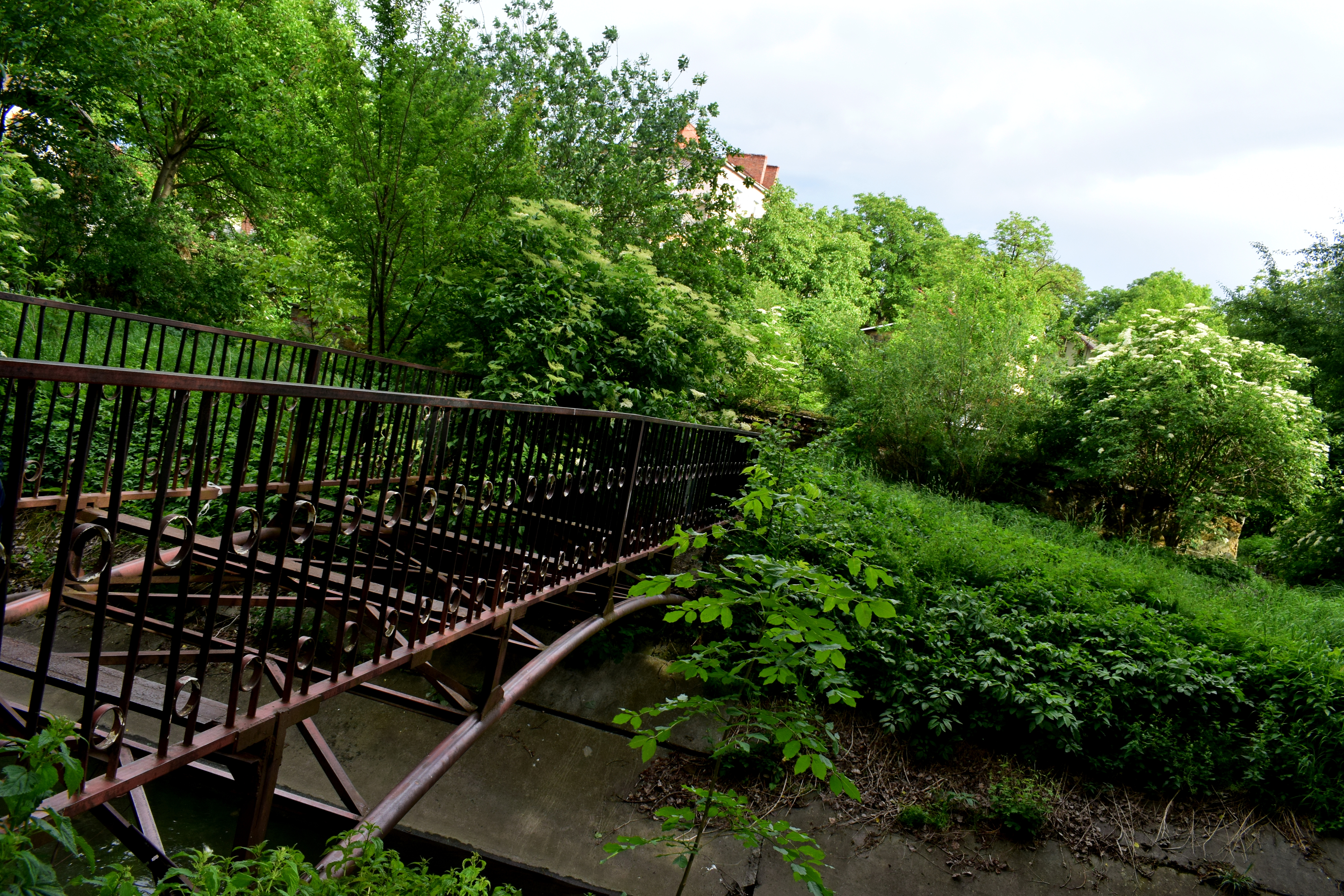
Місток через Побук біля міського парку

Ймовірно, гідронім Побук походить від д.-рус. побокъ тобто «побік», «обабіч», «збоку» (річка проходила збоку від давньоруського поселення). Вперше в пам'ятках писемності гідронім згадується у 1392 році.
За радянської влади офіційно почав використовуватися гідронім Серет, що було зумовлено застосуванням радянськими топографами військових мап Російської імперії початку XX століття, де цей гідронім уже вживався.
Нині офіційно використовуються обидві назви. У літературі та наукових матеріалах переважно застосовують гідронім Побук або подвійну назву Серет (Побук). Водночас Дрогобицька міська рада в офіційних документах і зверненнях використовує виключно гідронім Серет.
На карті міста 2010 року Побуком позначено лише одну з приток річки, яка протікає поблизу мікрорайону Самбірська.

## Опис
Довжина потічка становить 8 км. Ширина потічка близько 2 м, глибина становить приблизно 0,5 метрів.

## Розташування
Річка починається у лісі в урочищі Залісся, що на заході Дрогобича. За лісом на потічку з дрібними допливами побудоване водосховище, зване у народі Озером Івана Франка. Тече із заходу на схід через Дрогобич. За 600 метрів від гирла звертає на південний схід. На своєму шляху потік приймає два ліві допливи та три праві. Побук протікає поблизу парку Івасика-Телесика, перетинає шістнадцять вулиць і провулків, залізничну колію на Борислав. Впадає зліва у річку Тисьменицю за 40 м перед залізничним мостом через неї, між вулицями Тисьменицькою та Раневицькою.

## Історія
Колись річка Побук-Серет була повноводною, мала безліч безіменних приток, що виходили з місцевих лісів, озер, боліт.
Вперше річку Побук згадано в писемних джерелах 1392 року в грамоті польського короля Владислава Ягайла.
Протягом більшої частини історії річка Побук-Серет відокремлювала місто від передмість, але з часом місто почало розширюватися. У процесі розбудови міста русло річки неодноразово змінювали.
Раніше, перед колишньою Зварицькою площею (тепер перехрестя вулиць Жупної, Солоного Ставка та Зварицької), річка утворювала значний вигин навколо сучасного будинку за адресою вул. Жупна, 46.
У середині ХХ століття русло річки частково змінили в мікрорайоні Плебанія. Зокрема, залишилася стариця на розі вулиць Стрийської, Раневицької та Плебанії. До того гирло річки розташовувалося приблизно на 300 метрів східніше від сучасного, біля будинку № 20 по вулиці Раневицькій. Там, за 100 метрів від річки Тисьмениці, також збереглася болотиста стариця.
Крім того, після середини ХХ століття, під час масової забудови, багато приток Побука було забудовано, що призвело до зниження рівня води в річці.
У 1972 році на руслі річки спорудили водосховище, що ще більше знизило рівень води в річці.
Нині річка забруднена стічними водами, риба в ній не водиться, а значна частина русла захована в колектор. Проте з 2019 року розпочалися дискусії щодо відновлення та реновації річки.

## Цікаві факти

### Побук і Франко
Відомо, що колись Іван Франко ловив рибу в річці Побук.

## Найбільші паводки
- липень 1911 р.
- червень 1927 р.
- вересень 1941 р.
- серпень 1955 р.
- 27 серпня 1966 р.
- 09 червня 1969 р.
- травень 1970 р.
- 23 липня 1980 р.
- липень 1984 р.
- 09 травня 1989 р.
- 27 липня 1997 р.
- липень 1998 р.
- липень 2001 р.
- 23 липня 2008 р.
- 18 травня 2014 р.
- 24 червня 2020 р.
- 02 липня 2023 р.
- 13 липня 2023 р.

## Галерея

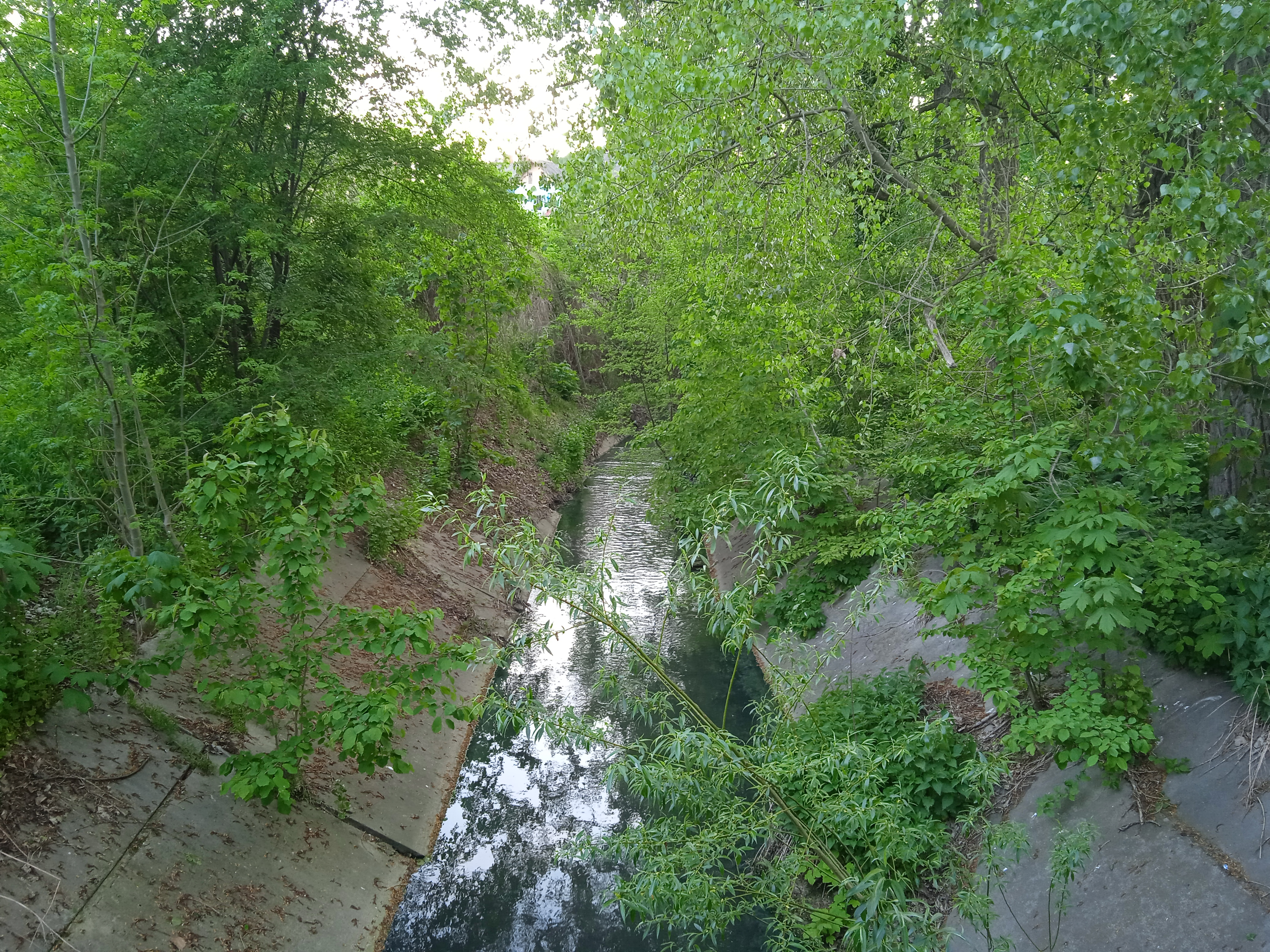
Вид із містка в Парку Івасика-Телесика